# Raymond Reding
Raymond Reding   (Louviers, 23 de febrer de 1920 - Anderlecht, 26 d'abril de 1999) va ser un autor belga de còmic que va il·lustrar fonamentalment el tema de l'esport.

## Biografia
Raymond Reding, fill d'un pare belga i d'una mare francesa, va créixer a Bèlgica. L'any 1944, Raymond Reding comença una carrera de guionista i de dibuixant al periòdic Bravo. L'any 1947, crea Senyor Cro, un detectiu, per a l'Última Hora. L'any 1949, treballa breument per a la Aiglon. L'any 1950, agafa l'equip de Journal de Tintin.
El 29 de setembre de 1955, dibuixa la coberta de l'edició francesa de Journal de Tintin per a l'anunci d'una història completa : Miss Casse-cou mène le jeu. L'any 1957, Raymond Reding comença, a la revista Tintín, la sèrie Jari narrant les aventures d'un professional de tennis (Jimmy Torrent) i el seu jove pupil Jari. El primer àlbum d'aquesta sèrie és publicat l'any 1960. L'any 1963, crea, sempre a Tintín, Vincent Larcher, el seu primer futbolista, davanter centre del AC Milà. Alguns episodis més tard, el seu amic Olympio, dotat de poders telepàtics, s'uneix a Vincent Larcher.
L'any 1971, Raymond Reding crea, per a Tintín, Section R que narra les aventures de dos antics atletes operant com periodistes-investigadors que resolen enigmes relacionats amb els esports. L'any 1979, deixa la revista Tintín per Footy, una revista de futbol emportant-se amb ell la Section R i la seva protagonista femenina, Sophie Ravenne.
L'any 1979, emprèn amb la seva col·lega Françoise Hugues la sèrie Eric Castel. Reding l'havia creat l'any 1974 pel Mundial d'aquell any amb el nom de Max Falk, un futbolista alemany amateur que treballava en una fàbrica de Düsseldorf d'aliments dietètics, on era descobert, triomfava i acabava fitxant pel FC Barcelona, on passava a ser company de Johann Cruyff. Només es va fer un llibre amb les aventures de Falk. El còmic sobre Max Falk no va triomfar gaire, però Reding va insistir en la idea el 1979, quan neix Eric Castel. El personatge era igual que Falk, però en aquest cas de nacionalitat belga. Al començament de la sèrie, el jugador arriba al Barça procedent de l'Inter de Milà. Éric Castel és una sèrie de quinze àlbums amb un dibuix molt detallat i un guió estructurat, probablement el seu heroi més destacat, i el més popular dels futbolistes de ficció.
Va morir el 26 d'abril de 1999 a Anderlecht.

## Àlbums i sèries de l'autor
- Vincent Larcher
- Foundation King
- Grand Chelem
- Jari
- Monsieur Vincent
- Le Pacte de Pashutan
- Pytha
- Section R
- Éric Castel